# Rudolf Fickeisen
Rudolf Fickeisen, född 15 maj 1885, död 22 juli 1944, var en tysk roddare.
Fickeisen tog guld i fyra med styrman vid olympiska sommarspelen 1912 i Stockholm. Övriga i Tysklands lag var hans bror Otto Fickeisen samt Albert Arnheiter och Hermann Wilker.